# Trahisons (telenovela, 2014)
Pour la telenovela de 1991, voir Yo no creo en los hombres (série télévisée, 1991).
El color de la pasión (2014) Que te perdone Dios (2015)
Trahisons (Yo no creo en los hombres) est une telenovela mexicaine diffusée du 1er septembre 2014 au 15 février 2015 à la télévision mexicaine sur Canal de las Estrellas.
À l'international, elle est diffusée dans certains pays africains (Gabon, Congo, Tchad, etc.) sur la chaîne Novelas TV du 18 septembre 2015 au 7 mars 2016. Elle a été diffusée aussi en France du 2 novembre 2015 au 13 janvier 2016 sur le réseau Outremer 1re et la chaîne IDF1.
la série est en cours de diffusion sur la chaîne du Congo DRTV International.

## Synopsis
Maria Dolores a un talent fou pour la couture, a un petit ami et une vie paisible. Quand son père se fait assassiner, elle s’occupe de sa famille, bien que sans travail à la suite du harcèlement de son patron. Elle rencontre alors Maximiliano, un séduisant avocat qui lui propose son aide. Leur attirance réciproque s’avère dangereuse car ils sont déjà engagés sentimentalement…

## Distribution
- Adriana Louvier : Maria Dolores Garza
- Flavio Medina : Daniel Santibanez
- Gabriel Soto : Licenciado Maximiliano Bustanante
- Sonia Franco : Ivanita De La Vega
- Azela Robinson : Dona Josefa Cabrera
- Luz María Jerez : Dona Alma Bustamante
- Rosa María Bianchi : Dona Úrsula de la Vega
- Cecilia Toussaint : Honoria Ramírez
- Macaria : Esperanza Garza
- Adalberto Parra : Don Jacinto Torres
- Juan Carlos Colombo : Fermín Delgado
- Alejandro Camacho : Don Claudio Bustamante
- Pedro de Tavira : Julián Ramírez
- Fabiola Guajardo : Isela Ramos Cabrera
- Jorge Gallegos : Orlando Sánchez
- Lenny de la Rosa : Ari Montero
- Estefanía Villarreal : Doris Balbuena
- Pablo Perroni : Don Jerry Fuentes
- Elizabeth Guindi : Susana
- Eleane Puell : Clara Morales
- Jesús Carús : Leonardo Bustamante
- Sophie Alexander : Maleny de la Vega
- Juan Carlos Barreto : Don Arango Montes
- Jesús Ochoa : Marcelo Monterrubio
- Violeta Isfel : Nayeli Campos
- Alejandro Tommasi : Dionisio López Guerra
- José Ángel García : Don Rodolfo Morales

## Diffusion internationale
| Pays ou Région  | Télédiffuseur                          | Titre                     | Date de diffusion du premier épisode | Date de diffusion du dernier épisode |
| --------------- | -------------------------------------- | ------------------------- | ------------------------------------ | ------------------------------------ |
| Mexique         | Canal de las Estrellas                 | Yo no creo en los hombres | 1er septembre 2014                   | 15 février 2015                      |
| Amérique latine | Canal de las Estrellas Amérique latine | Yo no creo en los hombres | 1er septembre 2014                   | 15 février 2015                      |
| Chili           | La Red                                 | Yo no creo en los hombres | 3 mars 2015                          |                                      |
| Afrique         | Novelas TV                             | Trahisons                 | 18 septembre 2015                    | 6 mars 2016                          |
| France          | IDF1                                   | Trahisons                 | 2 mai 2016                           | 20 juillet 2016                      |

## Autres versions
- Yo no creo en los hombres (1991)

### Sources
- (es) Cet article est partiellement ou en totalité issu de l’article de Wikipédia en espagnol intitulé « Yo no creo en los hombres (2014) » (voir la liste des auteurs).